# Laguna de Silvituc
La Laguna de Silvituc, también llamada Laguna Noh es una laguna ubicada en el estado mexicano de Campeche, en el interior de la Península de Yucatán; forma parte del Municipio de Escárcega.
La Laguna de Silvituc es la laguna interior más grande de Campeche, se ubica a 134 kilómetros al sureste de Champotón y a 60 kilómetros al este de Escárcega, sus dimensiones son de aproximadamente 1500 metros de longitud por 600 metros de anchura, siendo de escasa profundidad y su fondo está formado por arena oscura y lodosa y rocas. La Laguna de Silvituc forma parte junto con otras lagunas de la región de un hidráulico que durante las épocas de lluvia tiene comunicación entre sí, mediante aguadas y zonas bajas pantanosas, debido a la alta permeabilidad del suelo de la Península de Yucatán, que no retiene los cuerpos superficiales de agua, Silvituc es uno de los pocos cuerpos de este tipo, siendo por ello de gran importancia como fuente de agua dulce para la población de la región desde la época de la cultura maya.
La laguna se encuentra comunicada por la Carretera Federal 186 que transita aproximadamente a un kilómetro al norte de ella y desde la cual se domina en el paisaje, a sus orillas se encuentran las poblaciones campechanas de Centenario y Silvituc; es un destino de turismo ecológico y de aventura, en la cual se puede practicar natación, pesca y otras actividades acuáticas, además de visitar pequeños vestigios arqueológicos mayas que se encuentran en sus orillas.